# Nancy Scheper-Hughes
Nancy Scheper-Hughes (New York, 1944) è un'antropologa statunitense.
Docente di Antropologia e direttrice di un programma di studi in Antropologia medica all'Università della California di Berkeley, è nota per i suoi studi sul genere, sul corpo, sulla malattia mentale, sulle emozioni e sulle forme di resistenza messe in atto da alcune comunità di fronte alle forze e agli interessi del capitale globale. Un altro aspetto importante del lavoro di Scheper-Hughes è la sua ricerca sul mercato degli organi.

## Opere
- Death without Weeping: The Violence of Everyday Life in Brazil, University of California Press, Berkeley, 1993
- Il traffico degli organi nel mercato globale, Ombre corte, Verona, 2001 (ed. or. 2000)